# Paranthaclisis congener
Paranthaclisis congener is een insect uit de familie van de mierenleeuwen (Myrmeleontidae), die tot de orde netvleugeligen (Neuroptera) behoort. 
Paranthaclisis congener is voor het eerst wetenschappelijk beschreven door Hagen in 1861.